# الأمية في عمان
الأمية في سلطنة عمان وفق المركز الوطني للإحصاء والمعلومات العماني بلغت آخر إحصائيات التعليم لإحصاءات قياس معدل الأمية بين العمانيين وفقاً للجنسين من الأعمار (15-79) نسبة 9.2 في المئة وذلك عام 2013. أما عدد مراكز محو الأمية في سلطنة عمان فقد بلغت 95 مركزاً لمحو الأمية منها 90 مركزاً للإناث و5 مراكز مشتركة للجنسين.

## التاريخ
بدأت مراحل محو الأمية في سلطنة عمان في عام 1974 حيث تم افتتاح مجموعة من شُعب تدريس محو الأمية في عدد من مدارس التعليم العام القائمة، تلا ذلك إصدار نظام محو الأمية والذي جرى تعديله عام 1981م، الذي حدد الحد الأدنى للمستوى الوظيفي بالقدرة على قراءة صحيحة يومية بفهم وطلاقة والقدرة على كتابة فقرة صحيحة وعلى التعبير الكتابي عن فكرة تعبيرا واضحا وبالقدرة على قراءة الأعداد وكتابتها وإجراء العمليات الحسابية الأساسية التي تتطلبها حياة الفرد اليومية، كما حدد النظام مدة الدراسة بعامين يمنح الدارس بعدها شهادة التحرر من الأمية والتي تعادل النجاح في الصف الرابع في التعليم النظامي.
بقى العمل علي هذا النظام حتى العام 2006 حيث صدر القرار الوزاري بتعديل نظامي محو الأمية وتعليم الكبار، بموجب القرار أصبحت مرحلة محو الأمية ثلاث سنوات دراسية بدلًا من سنتين دراسيتين يمنح بعدها الناجحون في مستوى السنة الثالثة محو الأمية شهادة التحرر من الأمية والتي تعادل النجاح في الصف السادس من التعليم العام والتعليم الأساسي وتؤهلهم للدراسة بالصف السابع.